# Mường Lát (huyện)
Mường Lát là một huyện miền núi nằm ở phía tây bắc tỉnh Thanh Hóa, Việt Nam.

## Địa lý
Huyện Mường Lát có vị trí địa lý:
- Phía bắc giáp huyện Vân Hồ, tỉnh Sơn La
- Phía tây và nam giáp Lào
- Phía đông và đông nam giáp huyện Quan Hóa.

Huyện Mường Lát có diện tích 812,41 km², dân số năm 2022 là 43.601 người, mật độ dân số đạt 54 người/km².
Trên địa bàn huyện có 6 dân tộc sinh sống chủ yếu là Thái, Mông, Kinh, Mường, Khơ Mú và Dao, trong đó dân tộc Thái và Mông chiếm đa số.

## Lịch sử
Huyện Mường Lát được thành lập vào ngày 18 tháng 11 năm 1996 trên cơ sở tách 6 xã: Trung Lý, Tén Tằn, Tam Chung, Pù Nhi, Quang Chiểu, Mường Chanh thuộc huyện Quan Hóa.
Ngày 20 tháng 8 năm 1999, thành lập xã Mường Lý trên cơ sở 12.009 ha diện tích tự nhiên và 3.874 nhân khẩu của xã Trung Lý.
Ngày 21 tháng 11 năm 2003, thành lập thị trấn Mường Lát (thị trấn huyện lỵ huyện Mường Lát) trên cơ sở 850 ha diện tích tự nhiên và 2.850 nhân khẩu của xã Tam Chung.
Ngày 7 tháng 1 năm 2009, thành lập xã Nhi Sơn trên cơ sở điều chỉnh 3.684,61 ha diện tích tự nhiên và 2.029 nhân khẩu của xã Pù Nhi.
Ngày 1 tháng 12 năm 2019, sáp nhập xã Tén Tằn vào thị trấn Mường Lát.
Huyện Mường Lát có 1 thị trấn và 7 xã như hiện nay.

## Hành chính
Huyện Mường Lát có 8 đơn vị hành chính cấp xã trực thuộc, bao gồm thị trấn Mường Lát (huyện lỵ) và 7 xã: Mường Chanh, Mường Lý, Nhi Sơn, Pù Nhi, Quang Chiểu, Tam Chung, Trung Lý.
| Đơn vị hành chính                                                                                              | Thị trấn Mường Lát | Xã Mường Chanh | Xã Mường Lý | Xã Nhi Sơn | Xã Pù Nhi | Xã Quang Chiểu | Xã Tam Chung | Xã Trung Lý |
| --- | ------------------ | -------------- | ----------- | ---------- | --------- | -------------- | ------------ | ----------- |
| Diện tích (km²)                                                                                                | 129,66             | 65,48          | 83,99       | 38,67      | 65,72     | 109,88         | 121,51       | 197,50      |
| Dân số (người)                                                                                                 | 7.193              | 3.842          | 5.595       | 3.425      | 5.823     | 6.071          | 4.515        | 7.137       |
| Mật độ dân số (người/km²)                                                                                      | 55                 | 59             | 67          | 89         | 89        | 55             | 37           | 36          |
| Hành chính | 11 khu phố         | 9 bản          | 15 bản      | 6 bản      | 11 bản    | 13 bản         | 8 bản        | 15 bản      |
| Nguồn: Phương án tổng thể sắp xếp đơn vị hành chính cấp huyện, cấp xã giai đoạn 2023 - 2025 của tỉnh Thanh Hóa |                    |                |             |            |           |                |              |             |